# 杉浦喜之助
杉浦 喜之助（すぎうら きのすけ、1895年（明治28年）12月1日 - 1975年（昭和50年）10月5日）は、日本の政治家。愛知県西尾市長（2期）。

## 来歴

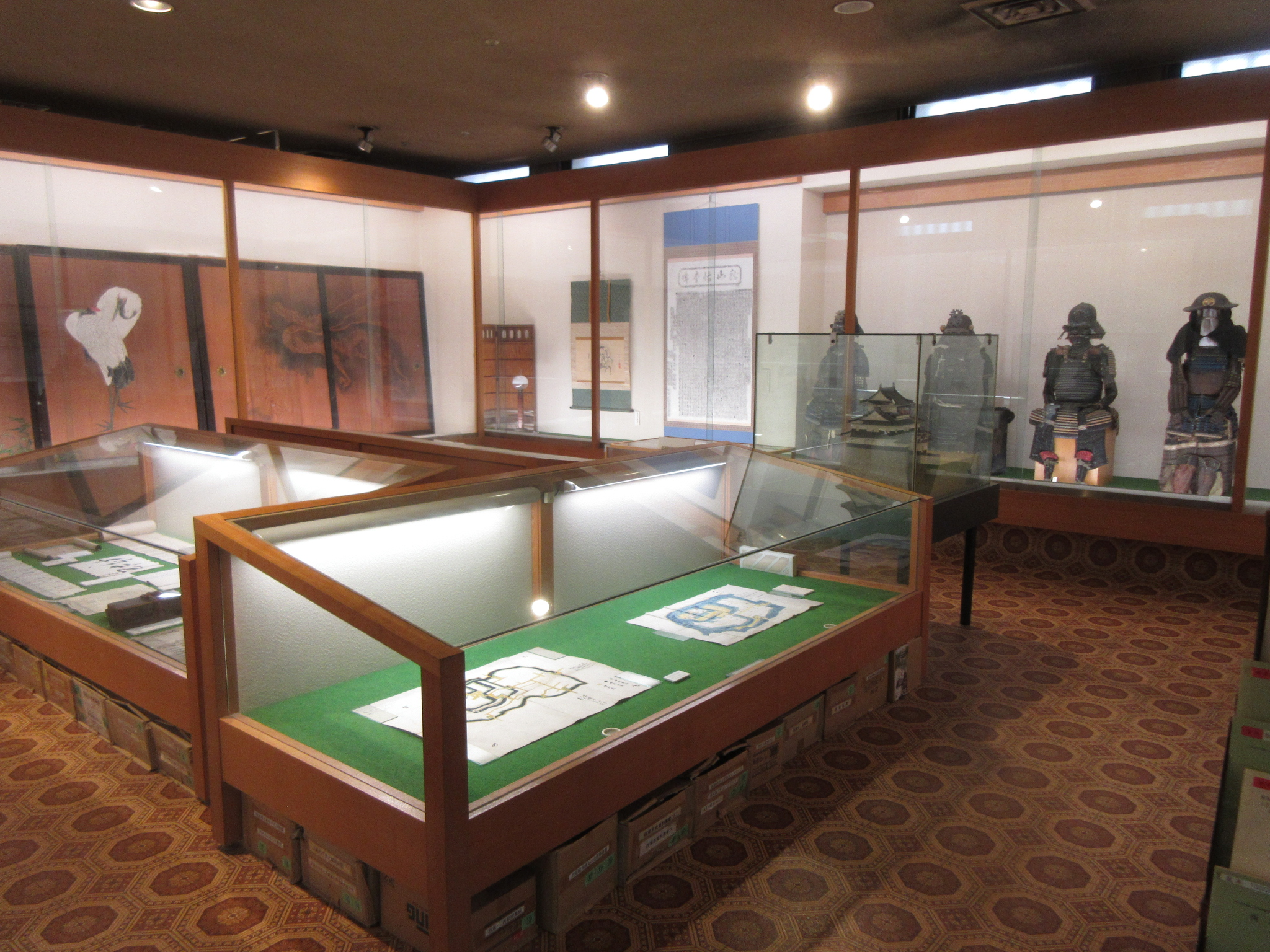
杉浦の遺志により西尾市は多額の寄付を受け、西尾城姫丸跡に西尾市資料館を建てた。

愛知県西尾市生まれ。1911年（明治44年）、福地村立福地尋常高等小学校（現・西尾市立福地北部小学校）卒業。1919年（大正8年）、西尾町の肴町の金物店、小岸屋に養子に入り、杉浦姓となる。
1940年（昭和15年）、西尾町議会議員に初当選。戦後、西尾町議会議長として、市制施行の実現に尽力する。1952年（昭和27年）、西尾信用金庫理事長に就任。
1953年（昭和28年）12月15日、西尾市誕生とともに市議会議員となる。1957（昭和32年）、市議会議長に就任。
1961年（昭和36年）9月8日に行われた西尾市長選挙に立候補し、現職の坂部亀太郎を破り初当選を果たした。1965年（昭和40年）の市長選は告示後に対立候補が立候補を辞退したため、無投票により再選。
市長在職中、工場誘致（東洋タイヤコード、アイシン精機西尾工場など）による経済基盤の確立に尽くした。また、文化・体育活動も推進。1965年（昭和40年）3月に八ツ面山市民体育広場の造成工事が完成、同年11月には市体育館と市民会館が完成した。
杉浦は中野四郎陣営から3選出馬を強く推されていたが、1969年（昭和44年）8月7日に行われた臨時議会で健康上の理由により出馬しないことを表明した。
1973年（昭和48年）11月2日、西尾市名誉市民に推挙される。1975年（昭和50年）10月5日、死去。79歳没。
杉浦の遺志により西尾市は多額の寄付を受け、1977年（昭和52年）8月、西尾城姫丸跡に西尾市資料館を建てた。